# パラ江
パラ江（パラえ、1979年 - ）は、日本の女装者。現在は休止中。東京都足立区出身。

## 人物
- 2000年前後、大学生ナイトを中心に女装者として活躍していた。貧乏女装集団アッパーキャンプ(UC)にスカウトされ、同期のワカメと一緒にUCの週末期を彩る徒花として活躍する。UCの解散後は新宿二丁目のクラブを中心にショー・MC等をする。
- ミッツ・マングローブ、マツコ・デラックスと共に新宿二丁目でイベントをオーガナイズする。
- おなじ女装のバブリーナには「永遠のライバルはパラエとワカメ」と発言されるなど女装業界では一目置かれている存在である。
- 女装をしていても何もいい事が無いとの言葉を残し、現在は女装活動を休止し国外にいる。
- ゲイ雑誌「BADI」のグラビア出演に対して強い執念を持っていたが、現在は不明。

## 代表作品
- Shy Guy(Diana King)
- LA・LA・LA LOVE SONG(久保田利伸 with ナオミ・キャンベル) ナオミ・キャンベル役
- 顔面体操